# Absolute Purity
Absolute Purity je první LP americké symphonic progressive metalové skupiny Alas, vydané v roce 2001.

## Seznam skladeb
1. Absolute Purity – 04:07
2. The Enchanted – 04:13
3. Endlessly Searching – 05:14
4. Silencing the Sorrow – 05:12
5. Loss of a Life – 04:56
6. Tragedies – 03:37
7. Quest of Serenity – 05:10
8. Rejection of What You Perceive – 04:34
9. Surmounting the Masses – 04:10
10. Longing for Destiny (Instrumental) – 03:24

## Sestava
- Martina Astner – zpěv
- Erik Rutan – kytara
- Scot Hornick – baskytara
- Howard Davis – bicí